# El Rincón (Panama, Herrera)
Pour les articles homonymes, voir El Rincón et Rincón.
El Rincón est un corregimiento situé dans le district de Santa María, province de Herrera, au Panama. En 2010, la localité comptait 1 712 habitants.